# 千葉県立生浜高等学校
千葉県立生浜高等学校（ちばけんりつ おいはまこうとうがっこう）は、千葉県千葉市中央区塩田町にある公立高等学校。略称は「生高」（おいこう）。

## 概要
2007年（平成19年）から、午前部・午後部・夜間部の3部からなる3部制定時制（単位制）の課程が新設された（愛称：サンスクール）。全日制普通科と3部制の定時制が併置されるのは千葉県では千葉県立松戸南高等学校に次いで2校目となる。2008年には千葉県立千葉高等学校の定時制を統合した。
三部制定時制が設置されたのは2007年だが2003年秋に千葉県教育委員会の高等学校再編（統廃合・高校つぶし）計画が突然新聞で発表され、生浜高校の全日制過程を廃止し、県立千葉高校の夜間定時制課程を生浜高校に移し、定時制三部制高校（朝・昼・夜の定時制併置高校）とすることが発表された。
突然の新聞発表で教師はじめ、生徒、保護者は寝耳に水だったが、全日制は存続したいと言う声が多く、当時の生徒会をはじめ全生徒、教員、OB、保護者が奮起し署名運動が始まった。
1週間で2万人以上の署名が集まり、最終的には約15万人以上の署名が集まった。学校（生徒・保護者・教員・OB）、地域住民、労働組合、市民運動、県会議員、市長、知事、マスコミをも巻き込み話題となり、結果、千葉県議会を動かし、全日制の存続を求める請願が全会一致で採択され全日制が存続されたと言う経緯がある。
http://maru.on.coocan.jp/siryou/20031204oihama.html

## 沿革
（沿革節の主要な出典は公式サイト）
- 1978年（昭和53年）4月1日 : 開校。
- 1979年
  - 4月10日 : 4月10日を創立記念日に制定。
  - 6月3日 : 体育館竣工。
  - 11月5日 : 校歌、校旗制定。
- 1993年（平成5年）1月21日 : 推薦による入学者選抜を実施。
- 2007年4月1日 : 三部制定時制の課程併置。
- 2008年4月1日 : 千葉県立千葉高等学校定時制から52名転入。

## アクセス
- JR東日本内房線 浜野駅 から徒歩15分。

## 著名な卒業生
- 内野貴史（プロサッカー選手、世代別日本代表）
- 加藤恒平（プロサッカー選手、元日本代表）
- 乾達朗（元プロサッカー選手）
- 上野拓也（元プロサッカー選手）

## その他
- 2005年3月4日 - 卒業式で歌手の中島美嘉がサプライズゲストで登場、ライブを行った。
- 2006年　TBSドラマ『ガチバカ!』のロケ地になった。
- 2012年、生物部が鶏卵の殻を割り、プラスチックカップに移し替えラップをして保温することでひよこを孵化させることに成功した[2][3][4][5]。日本学生科学賞中央審査会で読売新聞社賞を受賞。